# Gordon Pirie
Pour les articles homonymes, voir Pirie.
Douglas Alistair Gordon Pirie  (né le 10 février 1931 à Leeds et décédé le 7 décembre 1991 à Lymington) est un athlète britannique spécialiste du fond. Licencié au South London Harriers, il mesure 1,88 m pour 65 kg. Il est élu sportif britannique de l'année 1955 par la chaîne BBC Sport. Il est l'ancien détenteur des records du monde du 3 000 mètres avec 7 min 55 s 6 puis 7 min 52 s 8 réalisés à Trondheim et à Malmö en 1956, respectivement le 22 juin et le 4 décembre ainsi que du 5 000 mètres avec 13 min 36 s 8 réalisés le 19 juin 1956 à Bergen.

## Carrière

### Palmarès
| Date | Compétition                                     | Lieu      | Résultat | Épreuve       | Performance   |
| ---- | ----------------------------------------------- | --------- | -------- | ------------- | ------------- |
| 1952 | Jeux olympiques d'été                           | Helsinki  | 4e       | 5 000 mètres  | 14 min 18 s 0 |
| 1952 | Jeux olympiques d'été                           | Helsinki  | 7e       | 10 000 mètres | 30 min 09 s 5 |
| 1956 | Jeux olympiques d'été                           | Melbourne | 2e       | 5 000 mètres  | 13 min 50 s 6 |
| 1956 | Jeux olympiques d'été                           | Melbourne | 8e       | 10 000 mètres | 30 min 00 s 6 |
| 1958 | Jeux de l'Empire britannique et du Commonwealth | Cardiff   | 4e       | Mile          | 4 min 04 s 1  |
| 1958 | Jeux de l'Empire britannique et du Commonwealth | Cardiff   | 4e       | 3 miles       | 13 min 29 s 6 |
| 1958 | Championnats d'Europe                           | Stockholm | 3e       | 5 000 mètres  | 14 min 01 s 6 |
| 1960 | Jeux olympiques d'été                           | Rome      | 10e      | 10 000 mètres | 29 min 15 s 2 |

### Records
| Épreuve       | Performance    | Lieu | Date |
| ------------- | -------------- | ---- | ---- |
| 5 000 mètres  | 13 min 36 s 8  |      | 1956 |
| 10 000 mètres | 29 min 15 s 49 | Rome | 1960 |

## Courir Vite et Sans Blessures
Gordon Pirie est l'auteur de l'ouvrage Running Fast and Injury-Free, qu'il rédige quelques années avant sa mort. Le livre sera édité par John S. Gilbody en 1996, puis diffusé gratuitement sur internet. La traduction française (Courir Vite et Sans Blessures, 2023) est diffusée gratuitement également.
Le livre insiste sur l'importance fondamentale de la technique et propose une critique franche et radicale des chaussures de course modernes.